# Uppsala-Näs socken
Uppsala-Näs socken i Uppland ingick i Ulleråkers härad, uppgick 1967 i Uppsala stad och området ingår sedan 1971 i Uppsala kommun och motsvarar från 2016 Uppsala-Näs distrikt.
Socknens areal är 29,48 kvadratkilometer varav 29,42 land. År 2000 fanns här 830 invånare.  Tätorten Ytternäs orterna Bodarna och Skärfältens samt kyrkbyn Övernäs med sockenkyrkan Uppsala-Näs kyrka ligger i socknen.   

## Administrativ historik
Uppsala-Näs socken har medeltida ursprung. Före den 1 januari 1886 (ändring enligt beslut den 17 april 1885) var namnet Näs socken. Innan ändringen hade dock bruk av namnet Uppsala-Näs redan förekommit.
Vid kommunreformen 1862 övergick socknens ansvar för de kyrkliga frågorna till Näs församling och för de borgerliga frågorna bildades Näs landskommun. Landskommunen uppgick 1952 i Södra Hagunda landskommun som 1967 uppgick i Uppsala stad som 1971 ombildades till Uppsala kommun.
1 januari 2016 inrättades distriktet Uppsala-Näs, med samma omfattning som församlingen hade 1999/2000.  
Socknen har tillhört län, fögderier, tingslag och domsagor enligt vad som beskrivs i artikeln Ulleråkers härad. Undantaget var byn Vreta som i kameralt härseende tillhörde Dalby jordebokssocken och Hagunda härad men i kyrkligt hänseende tillhörde Uppsala-Näs socken. 1889 överfördes Dalby kameralt till Uppsala-Näs socken.
De indelta soldaterna tillhörde Upplands regemente, Uppsala kompani och Livregementets dragonkår, Uppsala skvadron.

## Geografi
Uppsala-Näs socken ligger sydväst om Uppsala nordväst om Ekoln med Hågaån i öster. Socknen har dalbygd kring Hagaån och en mindre bäck som löper genom socknen och är i övrigt en småkuperad skogsbygd.
I socknens nordvästra del ligger Skärfältens gamla hållplats, vid Uppsala-Enköpings järnväg, numera nedlagd och uppriven.

## Fornlämningar
Från bronsåldern finns spridda gravrösen, många skärvstenshögar och ett antal skålgropsförekomster. Från järnåldern finns 19 gravfält, en storhög vid Stabby finns en storhög och en fornborg.  Fyra runstenar är funna.

## Namnet
Namnet skrevs 1291 Nes och kommer från kyrkbyn.  Namnet syftar på byns läge på ett näs (udde) i Ekoln av Mälaren.